# Diploïdia
Les cèl·lules diploides són aquelles que contenen dues còpies semblants de cada cromosoma, a diferència de les haploides, que en contenen un sol joc. La gran majoria de cèl·lules dels organismes eucariotes, que inclouen animals i plantes, són diploides, fet que els dona un gran avantatge davant la selecció natural, perquè els errors en el material genètic queden compensats més fàcilment per la segona còpia, donant lloc a al·lels diferents i la coneguda herència mendeliana, anomenada en honor del seu descobridor, Gregor Mendel.